# Caverna Franchthi

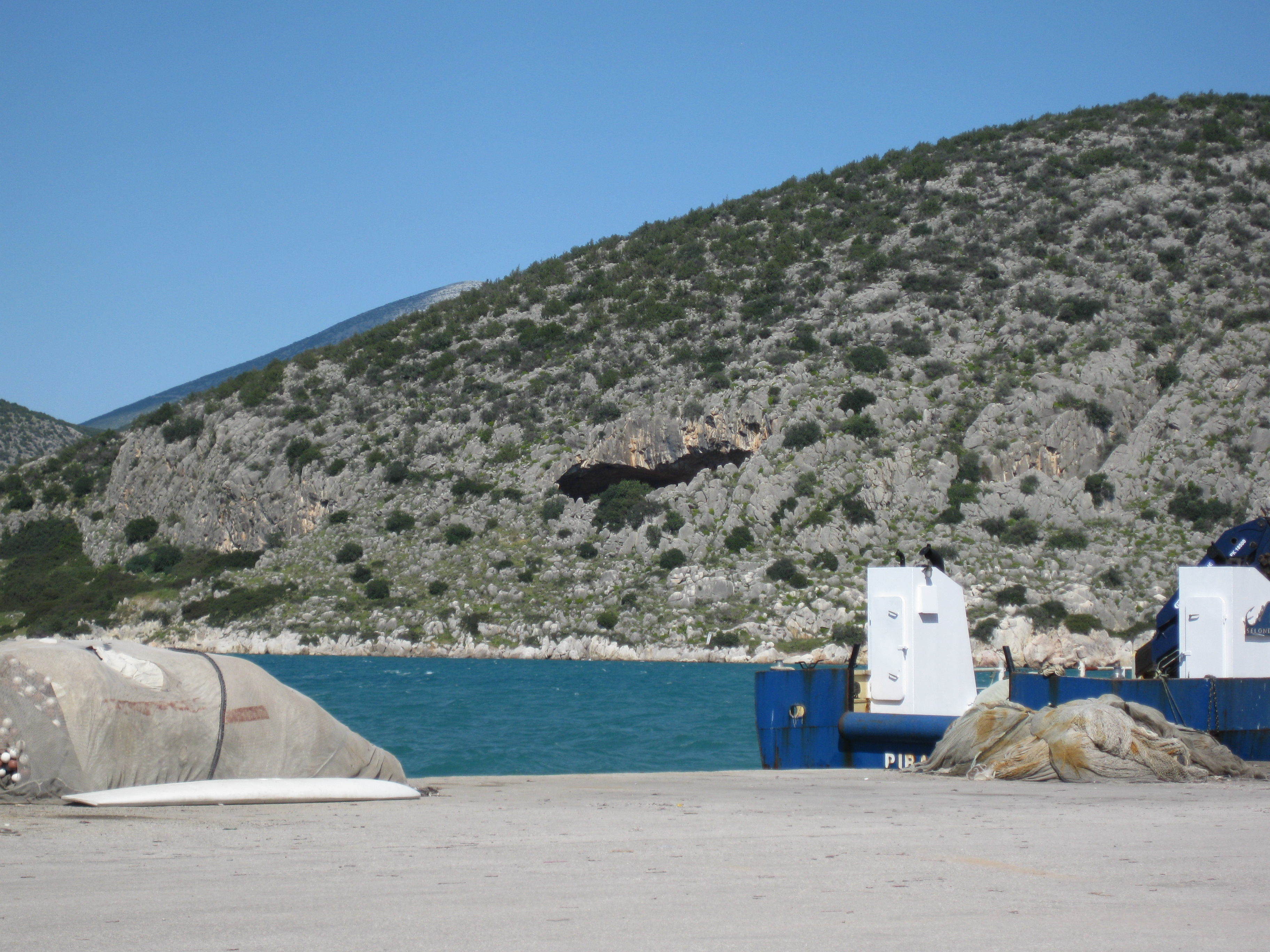
Entrada da caverna.

Caverna Franchthi ou Frankhthi (em grego:  Σπήλαιον Φράγχθι) é uma caverna com vista para o Golfo Argólico em frente à aldeia de Koilada, no sudeste da Argólida, na Grécia.
A caverna foi ocupada desde o Paleolítico Superior por volta de 38.000 a.C (e possivelmente mais cedo) até os períodos Mesolítico e Neolítico, com ocasionais breves episódios de aparente abandono. Ocupado pela última vez por volta de 3.000 a.C (Final do Neolítico), é um dos poucos assentamentos do mundo que mostra uma ocupação humana quase contínua por um período de tempo tão longo, além de ser um dos locais mais estudados da idade da pedra no sudeste da Europa.